# مالو مادير
ماريا دي لورد "مالو" دا سيلفيرا مادير (مواليد 12 سبتمبر 1966) ممثلة برازيلية. بعد أن لعبت دور البطولة في العديد من المسلسلات، أصبحت واحدة من الممثلات الأكثر شعبية في البلاد. حصلت على العديد من الجوائز طوال حياتها المهنية، بما في ذلك جائزة أفضل ممثلة مساعدة من مهرجان الفيلم البرازيلي في ميامي، وجائزة جلوبو لأفضل ممثلة مساعدة في العام، بالإضافة إلى تلقي الترشيحات لجائزتي غراندي أوتيلو، وجائزة غواراني وثلاث جوائز صحفية.

## روابط خارجية
- مالو مادير في قاعدة بيانات الأفلام على الإنترنت